# Ростовский, Дмитрий Владимирович
Князь Дмитрий Владимирович Ростовский (ум. 1518) — воевода, наместник и боярин на службе у Московских князей Ивана III и Василия III.
Рюрикович в XIX колене, потомок Ростовских князей, суверенных прав на Ростов уже не имел, его отец Владимир Андреевич продал свою долю в Ростовском княжестве Ивану III. Имел младшего брата Александра Владимировича.

## Биография

### Служба Ивану III Васильевичу
В 1500 году вместе со старшим сыном Петром, присутствовал на свадьбе князя Василия Холмского и Феодосии Ивановны, младшей дочери великого князя Ивана III и Софьи Палеолог. В этом же году воевода войск правой руки посланных к Путивлю. В 1501 году пожалован в бояре и послан в Тверь с сыном Государя князем Василием Ивановичем (будущим великим князем) в литовский поход. В 1502 году первый воевода войск левой руки в походе к Смоленску. С 1503 по 1507 год был псковским князем-наместником. (Его отец выполнял эту службу в 1461—1462 годах, а младший брат Александр в 1496—1501).

#### Служба Василию III Ивановичу
В 1517 году под командованием Андрея Ивановича Старицкого находился первым воеводой в Серпухове для защиты от возможного нападения крымских татар, но был отозван в Москву, где первым учинил присягу при после Брандебургского маркграфа прусского магистра Тевтонского ордена, о содержании договоров заключённых между Государём и этим маркграфом, при этом упоминается бояриным.
Умер в 1518 году.

## Семья
От брака с неизвестной имел детей:
- Князь Ростовский Пётр Дмитриевич по прозванию «Бесчастный» — первый воевода Большого полка в Мещере (1508), на Толстике (1519), сперва на Мещере, а потом в Торопце (1520), на Мещере (1521).
- Князь Ростовский Андрей Дмитриевич — воевода, наместник и боярин.